# Алі Аллаб
Алі Аллаб (фр. Ali Hallab, 4 квітня 1981, Мант-ла-Жолі) — французький боксер, призер чемпіонатів світу та Європи серед аматорів.

## Аматорська кар'єра
Алі Аллаб займався боксом з дитячих років. 1999 завоював бронзову медаль на чемпіонаті Європи серед юніорів. З 2001 по 2007 рік він вигравав чемпіонат Франції.
На чемпіонаті світу 2001 програв у першому бою.
На чемпіонаті Європи 2002 завоював бронзову медаль.
- В 1/16 фіналу переміг Сервіна Сулейманова (Україна) — 26-22
- В 1/8 фіналу переміг Маріо Пісанті (Італія) — 18-8
- У чвертьфіналі переміг Детеліна Далаклієва (Болгарія) — 15-11
- У півфіналі програв Геннадію Ковальову (Росія) — 12-23

На чемпіонаті світу 2003 програв у першому бою Детеліну Далаклієву — 7-25.
На чемпіонаті Європи 2004 завоював срібну медаль.
- В 1/8 фіналу переміг Мухамеда Алія (Македоніяія) — 50-23
- У чвертьфіналі переміг Агасі Мемедова (Азербайджан) — 40-28
- У півфіналі переміг Анджея Лічика (Польща) — RSCO 3
- У фіналі програв Геннадію Ковальову (Росія) — 28-52

На Олімпійських іграх 2004 програв у першому бою Маліку Бузіан (Алжир) — 16-19
На чемпіонаті світу 2005 завоював бронзову медаль.
- В 1/16 фіналу переміг Сімідзу Сатосі (Японія) — RSCO
- В 1/8 фіналу переміг Мехроджа Умарова (Таджикистан) — RSCO
- У чвертьфіналі переміг Ма Юнхао (Китай) — RSCO
- У півфіналі програв Гільєрмо Рігондо (Куба) — 23-37

На чемпіонаті Європи 2006 у першому бою програв Детеліну Далаклієву — 43-46.
На чемпіонаті світу 2007 переміг Детеліна Далаклієва (Болгарія) — 31-21 та Аллаберди Ісханкулієва (Туркменістан) — RSC2, а у 1/8 фіналу програв Гері Расселу (США) — 14-22.
На Олімпійських іграх 2008 програв у першому бою Ахілу Кумару (Індія) — 5-12.

## Професіональна кар'єра
Протягом 2009—2013 років Алі Аллаб провів 17 поєдинків на професійному рингу, в яких здобув 16 перемог і 1 нічию, завоювавши титули чемпіона Франції, чемпіона Європи за версією WBO та чемпіона Середземноморського регіону за версією WBC у другій легшій вазі.